# Orfèvrerie Liberty
Pour les articles homonymes, voir Liberty.
Liberty est une marque d'orfèvrerie française, fondée en 1928 par Georges Dupont.

## Historique

### Origines
Dès avant 1925, la Société Dupont et Cie, dont le siège social se trouvait aux 17 à 25, rue Saint-Denis à Sablé apparait dans les annuaires industriels dans la catégorie Orfèvrerie.
L'orfèvrerie Liberty en tant que telle fut fondée le 24 janvier 1928. Le 4 février suivant, furent signés par Georges Dupont, les statuts déposés en l'étude de Me Mériaux, notaire à Sablé.
Le siège social était situé au 25, rue Saint-Denis, à Sablé-sur-Sarthe. Cette SA avait un capital de 700 000 francs, divisé en 1 400 actions de 500 francs chacune, l'usine compte alors une trentaine d'employés.

### Développement auXXesiècle
En 1931, Pierre Daguet rejoint l'Orfèvrerie Liberty, alors dirigée par son frère aîné. Après le départ de ce dernier pour Thiers en 1937, il en prend la direction, spécialise l'entreprise dans l'orfèvrerie, développe sa clientèle, surtout après la Seconde Guerre mondiale, et en devient le principal actionnaire. Il en restera le patron jusqu'à la vente de l'usine en 1991.
En 1999, Jean-Marcel Monchy achète l'orfèvrerie à André Dubois.
Menaçant de disparaitre, l'orfèvrerie connaît un changement de propriétaire le 2 mai 2005.
En 2007, l'Orfèvrerie Liberty rachète l'orfèvre lyonnais Roux-Marquiand, et en devient donc successeur.

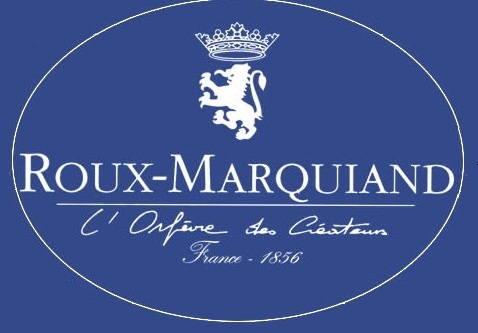
Logo de Roux-Marquiand, dont l'Orfèvrerie Liberty est successeur

En 2008, l’entreprise déménage de Sablé-sur-Sarthe à Saint-Fort dans une usine conçue de manière à permettre aux visiteurs d’observer le travail en cours à partir du hall d’exposition.

Ce choix n'est pas innocent car la ville de Château-Gontier, voisine de Saint-Fort possède une longue et vieille tradition d'orfèvrerie
Elle intervient sur différents segments de marché : les arts de la table ; l’orfèvrerie de naissance et décorative ; les bijoux et toutes opérations de ré-argenture et réparation. L’entreprise possède des équipements et des outils datant pour certains de plus de 100 ans, véritable patrimoine historique pour le métier d’orfèvre. Certaines machines ont pratiquement disparu aujourd’hui comme les tours à guillocher.
Le maintien du savoir-faire artisanal d’orfèvre et le développement de sa propre gamme de produits sont deux des axes importants de la
stratégie actuelle de l’entreprise.
En 2008 le point de vente de Sable sur Sarthe est fermé. 
La gérante, Anne de Grandmaison est membre depuis 2010 de la Chambre de commerce et d'Industrie de la Mayenne.
L'Orfèvrerie Liberty compte parmi ses clients le Sénat, des Ministères (1er Ministre, ministre de l'Éducation Nationale, ...), la Région des Pays de la Loire, des préfectures, ...
Le siège est actuellement Chateau Gontier sur Mayenne (commune nouvelle).

## Savoir-faire

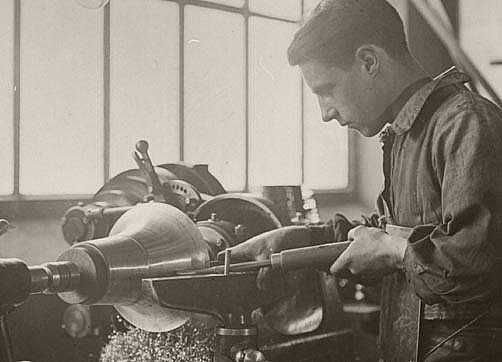
Repoussage d'une coupe dans les ateliers de l'Orfèvrerie Liberty - vers 1935.

Liberty travaille essentiellement deux métaux : le laiton sur lequel on plaque de l’argent par électrolyse (métal argenté) et l’argent massif (premier titre soit 925 grammes d’argent dans un kilogramme de métal).
L’entreprise assure toutes les phases de fabrication : La mise en forme (repoussage, emboutissage, battage), la décoration (ciseaux, molette, guillochage), et l’assemblage, le polissage pour retirer à l’objet tout défaut de surface et enfin l’argenture par électrolyse.
Liberty est la dernière orfèvrerie française à pratiquer le guillochage ou l’art d’orner les objets de motifs gravés.

## Récompenses
2009 : labellisée EPV (Entreprise du patrimoine vivant)

2010 : prix Mayenne métiers d'Arts « Métiers de la Restauration-Conservation » de la Chambre des Métiers et de l'Artisanat